# Alica
Alica este o arie protejată (arie specială de conservare — SAC, sit de importanță comunitară — SCI) din Italia întinsă pe o suprafață de 231 ha, integral pe uscat.

## Localizare
Centrul sitului Alica este situat la coordonatele 37°59′33″N 16°01′01″E / 37.9925°N 16.016944°E.

## Înființare
Situl Alica a fost declarat sit de importanță comunitară în septembrie 1995 pentru a proteja 5 specii de animale. Situl a fost protejat și ca arie specială de conservare în iunie 2017.

## Biodiversitate
Situată în ecoregiunea mediteraneană, aria protejată conține 4 habitate naturale: Păduri panonice-balcanice de stejar turcesc - stejar sesil, Pseudostepă cu ierburi și specii anuale de Thero-Brachypodietea, Tufărișuri termo-mediteraneene și de pre-deșert, Păduri de Quercus ilex și Quercus rotundifolia.
La baza desemnării sitului se află mai multe specii protejate de  păsări (5): caprimulg (Caprimulgus europaeus), erete de stuf (Circus aeruginosus), gaia neagră (Milvus migrans), viespar (Pernis apivorus), silvie de tufiș (Sylvia undata).
Pe lângă speciile protejate, pe teritoriul sitului au mai fost identificate 4 specii de plante, 1 specie de amfibieni, 1 specie de reptile.